# Dorf der Jugend (Titel)
Der Ehrentitel Dorf der Jugend war in der Deutschen Demokratischen Republik (DDR) eine nichtstaatliche Auszeichnung der Freien Deutschen Jugend (FDJ), der am 12. März 1987 durch den Ministerrat der DDR durch den Leiter des Sekretariats des Ministerrates Kurt Kleinert in Form einer Ehrentafel gestiftet wurde. Der Titel wurde an Gemeinden verliehen, die an der Gestaltung und Entwicklung der Jugend hervorragende Anteil hatten. Jährlich konnten nur 15 Titel anlässlich der Woche der Jugend und Sportler durch den Vorsitzenden des Ministerrates und den 1. Sekretär der FDJ verliehen werden. Mit der Verleihung waren eine Urkunde, die Ehrentafel selbst sowie eine Geldprämie (3000–5000 Mark) verbunden. Der Ministerrat der DDR führte ein Register über die verliehenen Titel.

## Verleihungsvoraussetzungen
Die Verleihung des Titels setzte voraus, dass:
- die FDJ-Grundorganisationen in den Genossenschaften, Betrieben und Einrichtungen sowie die Dorfgrundorganisationen der FDJ eine vorbildliche Arbeit geleistet hatten, auf deren Grundlage die jährlichen Jugendförderungspläne unterstützt und gefördert wurden und wesentlichen Anteil an der Entwicklung des Dorfes hatten
- die Jugend an der Tätigkeit der örtlichen Staatsorgane teilnahm, ihre Mitwirkung in den Vorständen der Genossenschaften und bei der Leitung der Betriebe gewährleisteten
- die Planaufgaben in der landwirtschaftlichen Produktion und die Zielstellungen der ökonomischen Initiativen der FDJ kontinuierlich erfüllt und gezielt überboten wurden
- die Jugend in den landwirtschaftlichen Produktionsgenossenschaften und den volkseigenen Gütern im sozialistischen Wettbewerb in der Bewegung Messe der Meister von morgen, in Jugendobjekten und Jugendbrigaden, hervorragende Leistung vollbracht hatte
- die Jugendlichen aktiv in die Bürgerinitiative Schöner unsere Städte und Gemeinden – Mach mit! einbezogen wurde und vorbildliche Ergebnisse bei der Verwirklichung der Ortsgestaltungskonzeption erreicht hatte
- die Verantwortung für die Gewinnung und Ausbildung des Nachwuchses für die landwirtschaftlichen Berufe durch die im Ort ansässigen Genossenschaften und volkseigenen Güter im Zusammenwirken mit allen gesellschaftlichen Kräften vorbildlich wahrgenommen wurde
- mit Unterstützung der Jugend im Dorf gute Arbeits- und Lebensbedingungen, insbesondere durch die Schaffung von Wohnraum, vor allem für junge Ehen und Absolventen sowie die Bereitstellung erforderlichen Plätzen in der Kindereinrichtungen gewährleistet waren
- die Jugend des Dorfes ein reiches geistig-kulturelles, sportliches und wehrsportliches Leben gestaltete und die dafür erforderlichen Bedingungen, wie Jugendklubeinrichtungen und Möglichkeiten zum regelmäßigen Tanz sowie für sportliche Betätigungen bestanden

## Vorschlageberechtigung
Vorschlageberechtigt waren die Vorsitzenden der Räte der Bezirke zusammen mit den Sekretariaten der Bezirksleitungen der FDJ. Die Vorschläge waren alljährlich bis zum 1. März beim Ministerrat der DDR einzureichen. Das Amt für Jugendfragen beim Ministerrat der DDR prüfte dann in Übereinstimmung mit dem Zentralrat der FDJ die Erfüllung der Verleihungsvoraussetzungen. Die anschließenden Vorschläge der zum Titel ausgewählten Gemeinden wurden sodann mit dem Nationalrat der Nationalen Front der DDR, dem Zentralvorstand der Vereinigung der gegenseitigen Bauernhilfe und dem Ministerium für Land-, Forst und Nahrungsgüterwirtschaft abgestimmt. Die endgültigen Auszeichnungsvorschläge waren dann noch dem Präsidium des Ministerrates und dem Sekretariat des Zentralrates der FDJ zur Bestätigung vorzulegen.

## Aussehen
Die rechteckige Ehrentafel bestand aus Metall und hatte die Maße 50 cm × 30 cm. Sie zeigte auf ihrer Vorderseite in der oberen Hälfte das Staatswappen der DDR und das Emblem der FDJ. Darunter stand: DORF DER JUGEND und darunter wiederum die Jahreszahl der Verleihung. Die Ehrentafel konnte öffentlich angebracht werden, in der Regel am Gemeindehaus. Die Rückseite der Ehrentafel war glatt gehalten.